# Gare du Camping Monticello
Gare du Camping Monticello vasútállomás Franciaországban, Monticello településen.

## Vasútvonalak
Az állomást az alábbi vasútvonalak érintik:
- Ponte-Leccia-Calvi-vasútvonal

## Kapcsolódó állomások
A vasútállomáshoz az alábbi állomások vannak a legközelebb:
- Gare du Regino
- Gare de L'Île-Rousse